# 嫂嫂19歲
《嫂嫂19歲》（韓語：형수님은 열아홉）是韓國SBS於2004年7月28日起播出的水木迷你連續劇。

## 劇情介紹
慧媛的父親俊錫出車禍後喪失記憶，爺爺對慧媛母女謊稱俊錫要回去繼承家業，於是給她們一筆錢和俊錫斷絕關係。慧媛的母親有天突然病逝，和她們同住的青玉和京華貪圖這筆錢，竟然把慧媛丟在火車上。
過了十五年，慧媛已被人收養改名為郁敏，養父母也都離她而去，才19歲的她要獨立扶養弟弟強標。強標身體不好，需要定期去醫院，郁敏因此暗戀著醫生民哲。民哲的弟弟勝哲離家出走，意外地和郁敏、強標生活在一起……。

## 演員陣容

### 主要人物
- 金載沅 飾演 姜民哲

醫院醫生。表面上很溫和，實際上卻愛挑剔、挖苦別人。和郁敏契約訂婚，來逃避母親的逼婚。
- 鄭多彬 飾演 韓郁敏／鄭慧媛（童年：徐智熙）

命運坎坷但卻開朗堅強的女孩。獨自承擔弟弟的醫療費，放棄升學機會。愛上實習醫生民哲，但如同冤家的小叔也暗戀著她。
- 尹啟相 飾演 姜勝哲

民哲的弟弟，唯我獨尊的刀子嘴，好勇鬥狠。是數學天才，但母親卻逼他唸外語。喜歡跟自己同歲的未來嫂子郁敏。
- 金敏喜 飾演 崔秀芝

漂亮聰明、擅長交際，具強烈的虛榮心和自卑感，還有被害意識。深愛勝哲，因此憎恨郁敏。

### 其他人物
- 朴元淑 飾演 林青玉
- 李惠淑 飾演 宋京華
- 林賢京 飾演 閔書妍
- 徐東沅 飾演 申昌祖
- 徐智慧 飾演 姜藝琳
- 許正民 飾演 韓強標
- 洪耀燮 飾演 鄭俊錫
- 李甫姫 飾演 慧媛母
- 尹柱相 飾演 鄭建宇
- 金承民 飾演 泰佑
- 姜藝媛

## 外部連結
- 韓國SBS官方網站 （页面存档备份，存于） 
- 臺灣緯來官方網站 （页面存档备份，存于）（繁體中文）

| SBS 水木劇                                | SBS 水木劇                                      | SBS 水木劇 |
| ----------------------------------------- | ----------------------------------------------- | ---------- |
|                                           | 嫂嫂19歲 （2004年7月28日 - 2004年9月23日）      |            |
| 小島老師 （2004年6月2日 - 2004年7月22日） | 當男人戀愛時 （2004年9月30日 - 2004年11月18日） |            |

| 臺灣 緯來戲劇台 星期一至五 22:00 - 23:00    | 臺灣 緯來戲劇台 星期一至五 22:00 - 23:00  | 臺灣 緯來戲劇台 星期一至五 22:00 - 23:00 |
| ------------------------------------------- | ----------------------------------------- | ---------------------------------------- |
|                                             | 嫂嫂19歲 （2004年12月1日 - 2005年1月4日） |                                          |
| 比花還美 （2004年10月6日 - 2004年11月30日） | 小島老師 （2005年1月5日 - 2005年2月4日）  |                                          |